# Lisser Art Museum

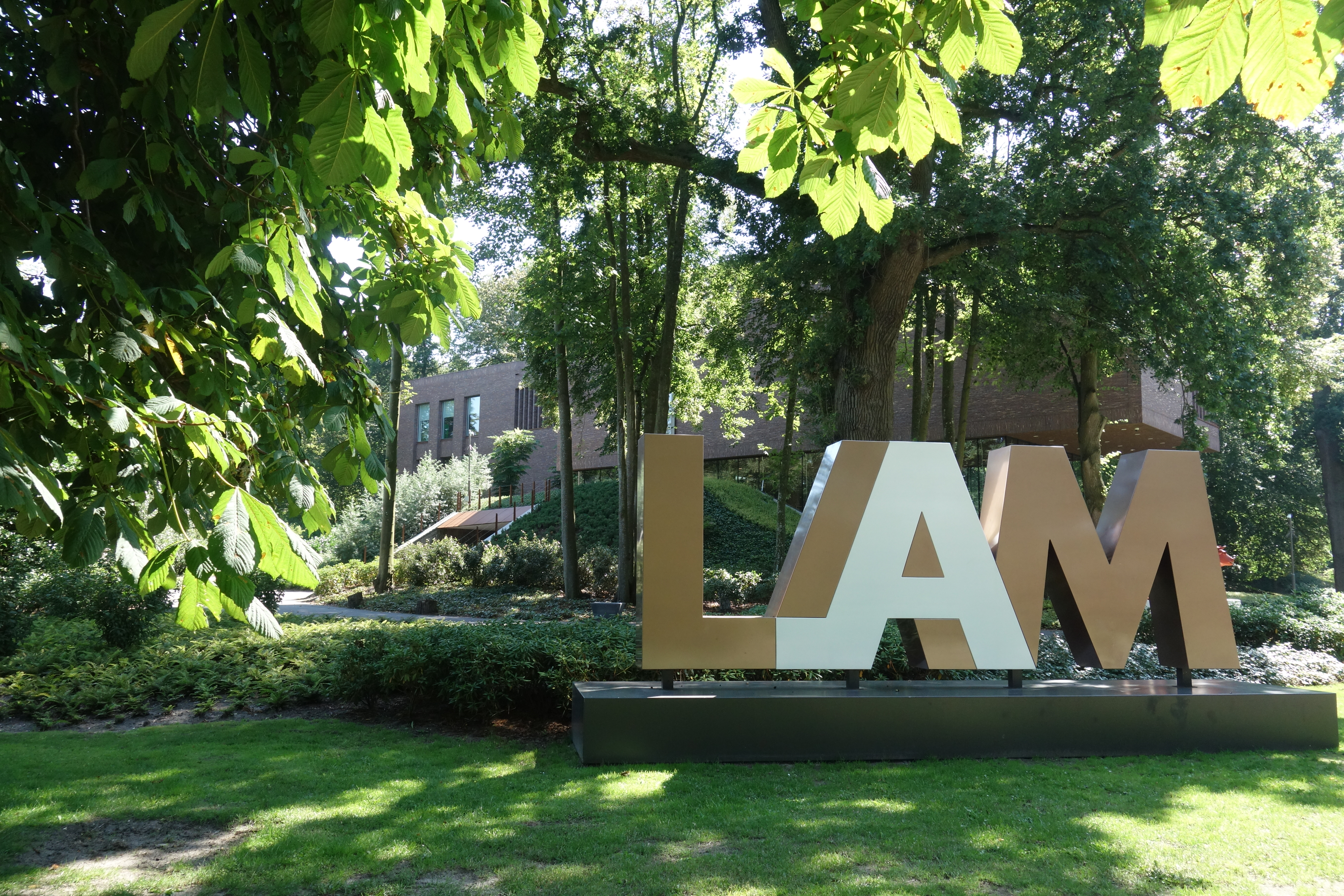
LAM Lisse

LAM is een 'foodart' museum op Landgoed Keukenhof, op steenworp afstand van Kasteel Keukenhof in de plaats Lisse, in de Nederlandse provincie Zuid-Holland. In het museum hebben alle kunstwerken iets te maken met voedsel en consumptie.

## Collectie en achtergrond
De collectie van het LAM is gecentreerd rond de rol van voedsel en natuur in het menselijk leven en de weerslag daarvan in de kunst. De collectie bevat onder meer werken van de kunstenaars Renzo Martens (hoofd van chocola), Yinka Shonibare (The Last Supper), Ron Mueck (staande vrouw met boodschappentassen), Pieter Janssens Elinga (stilleven met perziken en sinaasappels), Uta Eisenreich (gefotografeerde rookworsten), George Belzer (Onze Lieve Vrouwe van de Voeding  en Hongerwintermonument ), Peter Anton (een bigger-than-life kleurige bonbondoos), Stefan Gross (grote vierkante sla) en Itamar Gilboa, die in porselein vastlegde wat hij gedurende een jaar at en dronk.

## Geschiedenis
Het museum werd begin 2019 geopend. De collectie en het gebouw zijn gefinancierd door de VandenBroek Foundation, opgericht door Jan van den Broek, voormalig directeur van supermarktketen Dirk. Het museum is een privaat museum en niet afhankelijk van overheidsfinanciering.